# Heiko Kröger

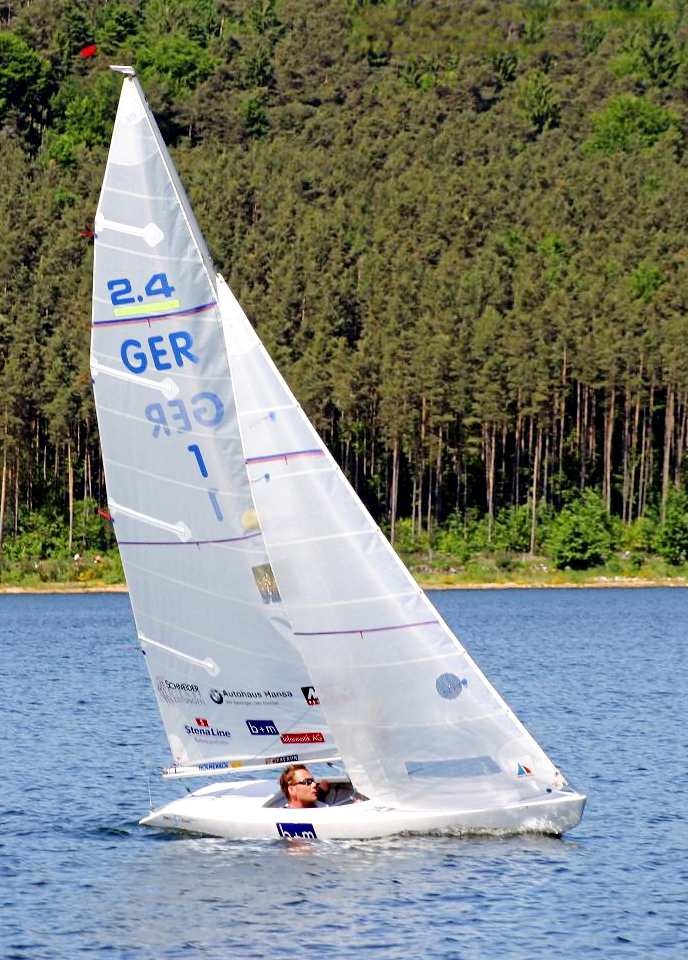
Heiko Kröger auf dem Großen Brombachsee

Heiko Kröger (* 27. März 1966 in Waldbröl) ist ein deutscher Segler. Er startet für den Norddeutschen Regatta-Verein.
Er segelt nach Anfängen im Laser heute in der 2.4mR-Klasse. Dieses Boot ist besonders auch für behinderte Segler geeignet (Kröger wurde ohne linken Unterarm geboren), wobei er aber keine speziellen Umbauten an seinem Boot vornehmen ließ.
Bei den Paralympics 2000 in Sydney errang er in dieser Bootsklasse die Goldmedaille. Außerdem wurde er in den Jahren 1999 bis 2002 Behinderten-Weltmeister, 2001 und 2023 auch Weltmeister Over-all. Dies bedeutet, dass er auf einer Regattabahn, bei der Behinderte und Nichtbehinderte miteinander konkurrierten, den Weltmeistertitel gewann. Kröger war Sportler des Jahres 2001 in Schleswig-Holstein. Im gleichen Jahr erhielt er die Sportplakette des Landes Schleswig-Holstein und wurde auch für den World Sailor of the Year Award nominiert. Er hatte zahlreiche weitere Erfolge auf nationaler wie auch auf internationaler Ebene.
Bei den Paralympics 2004 in Athen trug Kröger die deutsche Flagge. Dies war das erste Mal, dass ein Vertreter der Sportart Segeln Fahnenträger war.
Mit dem zweiten Platz bei der Weltmeisterschaft im Juli 2010 im niederländischen Medemblik sicherte sich Heiko Kröger bereits den deutschen Startplatz für die Sommer-Paralympics 2012 in London. Dort gewann er die Silbermedaille.